# UN-Klimakonferenz in Bonn 1999
Die UN-Klimakonferenz in Bonn fand als fünfte Weltklimakonferenz (englisch United Nations Framework Convention on Climate Change (UNCCC), kurz COP 5 (Conference of the Parties, „Vertragsstaatenkonferenz“)) vom 25. Oktober bis zum 5. November 1999 in Bonn statt.
Zu den Teilnehmenden zählten Regierungsdelegationen, Journalisten sowie Vertreter von internationalen Organisationen sowie Umweltschutz- und Wirtschaftsverbänden; Veranstaltungsort war das Maritim Hotel Bonn.

## Ziele
Erklärtes Ziel der Konferenz war eine Umsetzung der Vereinbarungen, die auf der vierten Weltklimakonferenz in Buenos Aires im Vorjahr beschlossen worden waren. Zu diesen Zielen zählten:
- Analyse der Treibhausgas-Emissionen der Industriestaaten
- Schaffung der zur Analyse von Treibhausgas-Emissionen notwendigen Voraussetzungen in den Entwicklungsländern
- Transfer von Umwelttechnologien in Entwicklungsländer
- Vereinbarung von Mechanismen zur Umsetzung des Kyoto-Protokolls über die Reduktion von Treibhausgasen

Weil der „Buenos Aires Plan of Action“ ehrgeizige Ziele hatte, war im Vorfeld des Gipfels der Sitzungsrhythmus der Nebenorgane erhöht und es waren weitere informelle Konsultationen auf hoher Ebene angesetzt worden.

## Ergebnisse
Auf der Konferenz in Bonn wurde ein Kontrollsystem für die Einhaltung von Verpflichtungen und die Umsetzung der Kyoto-Mechanismen, insbesondere des Mechanismus für umweltverträgliche Entwicklung (Clean Development Mechanism, CDM), diskutiert. Weiterhin wurden Richtlinien für die Erstellung nationaler Emissionsberichte durch die Industrieländer vereinbart.